# إيدا فينك
إيدا فينك (بالعبرية: אידה פינק‏) هي كاتِبة بولندية وإسرائيلية، ولدت في 1 نوفمبر 1921 في زباراج في أوكرانيا، وتوفيت في 27 سبتمبر 2011 في تل أبيب في إسرائيل.